# Copiphana pseudoliva
Copiphana pseudoliva är en fjärilsart som beskrevs av Rudolf Pinker 1980. Copiphana pseudoliva ingår i släktet Copiphana och familjen nattflyn. Inga underarter finns listade i Catalogue of Life.